# GOELRO

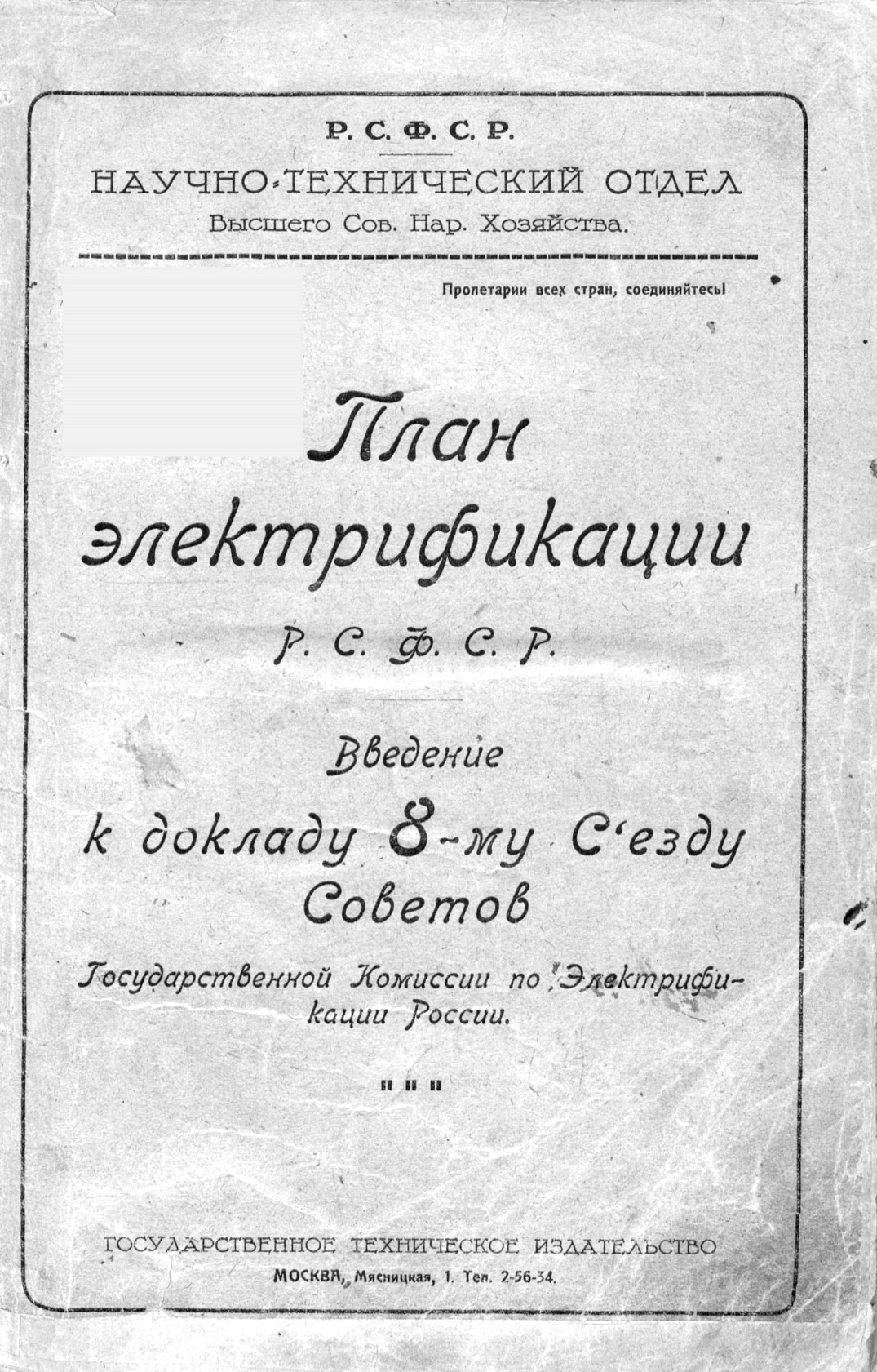
ГОЭЛРО (1920)

Plán GOELRO (rusky: план ГОЭЛРО, zkratka z Государственная комиссия по электрификации России, Státní komise pro elektrifikaci Ruska) byl první sovětský ekonomický plán, který se stal východiskem pro všechny pozdější hospodářské plány Sovětského svazu a komunistických zemí. Plán byl podporován Leninem, který v elektrifikaci země spatřoval prvořadý prostředek vybudování socialismu; plán byl zahájen roku 1920 a jeho cíle byly podle sovětské propagandy splněny roku 1931.

## Reakce
- Anglický spisovatel H. G. Wells, největší fantasta té doby, nebyl s to v gigantický plán uvěřit;[1] vyjádřil se v tomto smyslu ve své knize Soumrak Ruska (anglicky Russia in the Shadows [ˈrʌʃə ɪn ðə ˈʃædəʊz]; Wells ji napsal po druhé návštěvě Ruska roku 1920).